# PPS-Rewolucja Demokratyczna

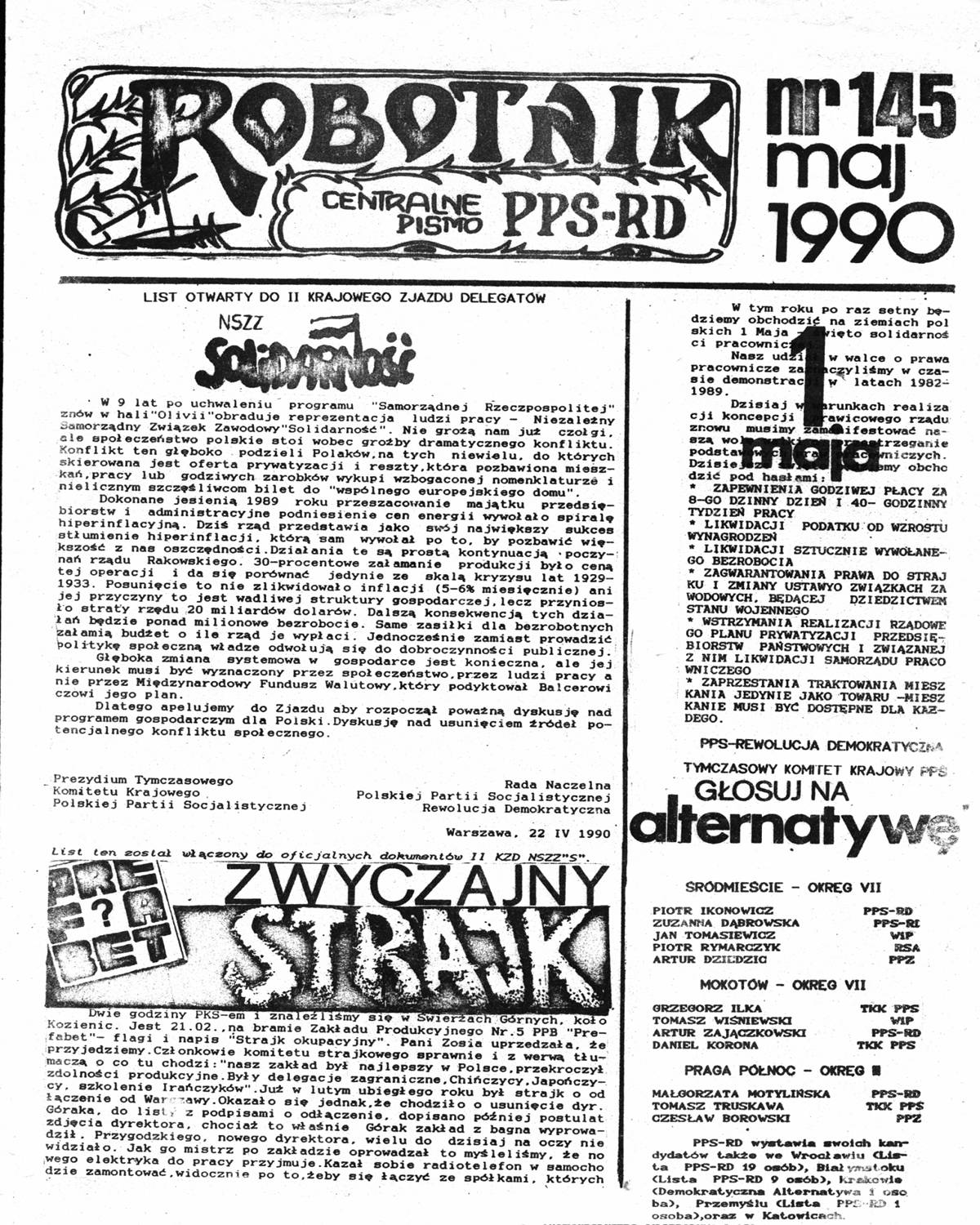

Polska Partia Socjalistyczna – Rewolucja Demokratyczna (PPS-RD) – nazwa większościowej części  Polskiej Partii Socjalistycznej, działającej od 1987, po ustąpieniu z władz partii w lutym 1988 przewodniczącego Jana Józefa Lipskiego i innych.
PPS-RD od lutego 1988 działała nadal pod nazwą PPS. 19 grudnia 1988 przyjęto nazwę: Polska Partia Socjalistyczna – Rewolucja Demokratyczna (PPS-RD) celem odróżnienia się od części działaczy PPS skupionych wokół Jana Józefa Lipskiego.
W skład władz PPS-RD wchodzili: Czesław Borowczyk, Zuzanna Dąbrowska, Piotr Ikonowicz, Grzegorz Ilka, Artur Koszykowski, Andrzej Kowalski, Cezary Miżejewski, Jacek Pawłowicz, Józef Pinior, Małgorzata Ponulak, Tadeusz Rachowski, Miłka Tyszkiewicz.
Partia aktywnie uczestniczyła w strajkach w maju i sierpniu 1988. W wyniku udziału w strajkach aresztowano m.in. Józefa Piniora, Czesława Borowczyka, Jolantę Skibę i Aleksandrę Saratę. PPS-RD uczestniczyła również w działaniach na rzecz uwolnienia więźniów politycznych w Polsce i Czechosłowacji m.in. w obronie Václava Havla, oraz akcjach solidarnościowych na rzecz Rumunii i Chin.
22 października 1988 w Warszawie odbyła się I Krajowa Konferencja PPS, na której przyjęto dokument programowy „Rewolucja Demokratyczna”. W Konferencji wzięło udział 35 osób z: Warszawy, Lublina, Gdańska, Wrocławia, Opola, Płocka i Krakowa.

Po burzliwych demonstracjach 13 grudnia 1988, kiedy PPS została potępiona przez przedstawicieli opozycji oraz protestach środowiska PPS skupionego wokół Jana Józefa Lipskiego, 19 grudnia 1988 dokonano zmiany nazwy. W komunikacie przyjętym w grudniu 1988 stwierdzono m.in.: 
„PPS, którą reprezentujemy, dąży do obalenia władzy komunistycznej w Polsce i pełnej Niepodległości. Proces ten opisaliśmy w uchwale I Krajowej Konferencji PPS: Rewolucja Demokratyczna.
Z tego powodu nie mogliśmy uczestniczyć w przygotowaniach do „okrągłego stołu” i w Komitecie Obywatelskim.
Dla rozwiązania tych niejasności postanawiamy tymczasowo, do Zjazdu PPS przyjąć nazwę: Polska Partia Socjalistyczna-Rewolucja Demokratyczna (PPS-RD).
Równocześnie, mimo przybrania dodatkowego określenia, podtrzymujemy wszystkie umowy i zobowiązania podjęte poprzednio, w szczególności z: Organizacją Solidarność Walcząca, MRK „Solidarność” Region Mazowsze, a przede wszystkim z Polską Partią Socjalistyczną na Obczyźnie (...).
Już dwukrotnie w historii PPS partia zmieniała nazwę: w roku 1906 i 1939 – uczyniła to dla zachowania swojego socjalistycznego, niepodległościowego charakteru, swojej tożsamości. Zawsze jednak pozostała sobą”.
W lutym 1989 część działaczy PPS-RD, m.in. Grzegorz Ilka i Jacek Pawłowicz, opuściła formację, tworząc odrębną strukturę TKK PPS, wskazując jako przyczynę ewolucję PPS-RD „w partię typu lewackiego”.
W kwietniu 1989 PPS-RD wezwała do bojkotu wyborów sprzeciwiając się kontraktowi wyborczemu zawartemu przy „okrągłym stole”. Protestowano również przeciw tworzeniu Senatu, proponując utworzenie Izby Samorządowej reprezentującej pracowników.
W kwietniu 1989 Radę Naczelną PPS tworzyli: Rinaldo Betkiewicz, Czesław Borowczyk, Zuzanna Dąbrowska, Piotr Ikonowicz, Andrzej Kowalski, Artur Koszykowski, Cezary Miżejewski, Józef Pinior, Tadeusz Rachowski, Miłka Tyszkiewicz.
W grudniu 1989 we Wrocławiu odbył się I Krajowy Kongres Delegatów PPS-RD z udziałem 33 delegatów z siedmiu okręgowych komitetów robotniczych. Wybrano kolegialną Radę Naczelną w składzie: Czesław Borowczyk, Robert Gołaś, Andrzej Kowalski, Józef Pinior z Wrocławia, Zuzanna Dąbrowska, Piotr Ikonowicz, Cezary Miżejewski z Warszawy, Artur Smółko, Krzysztof Bil-Jaruzelski z Białegostoku i Artur Koszykowski z Krakowa. Na Kongresie uchwalono program „Samorządowa Alternatywa”. Program PPS-RD wprost odwoływał się do programu I zjazdu „Solidarności”, prezentując się jako kontynuator tego programu:
„Istotą samorządowej alternatywy systemowej jest budowa Samorządnej Rzeczpospolitej – państwa, które nie wyraża interesów żadnej grupy społecznej, lecz jest formą prawną i służebną strukturą dla wszystkich”.
Obok klasycznej demokracji przedstawicielskiej, wskazywano na istotną rolę demokracji samorządowej, zarówno w formie samorządu terytorialnego (gminnego i wojewódzkiego) jak i samorządu pracowniczego łącznie z utworzeniem Izby Samorządowej jak drugiej izby parlamentu.
W maju 1990 usunięto grupę wrocławskich działaczy i działaczy Nurtu Lewicy Rewolucyjnej oraz wrocławskiego Socjalistycznego Ośrodka Politycznego, zarzucając im poglądy trockistowskie. W istocie powodem czystki była walka o władzę między Ikonowiczem a Piniorem i dążenie tego pierwszego do zjednoczenia z innymi grupami PPS pod auspicjami Lidii Ciołkoszowej.
W październiku 1990 połączyła się na XXV Kongresie PPS w jednolitą Polską Partię Socjalistyczną.
PPS-RD w okresie swojego istnienia wydawała pisma: „Robotnik”, „Praca, Płaca, BHP”, „Biuletyn informacyjny”, „Kret”  w Warszawie, „Robotnik Białostocki” w Białymstoku, „Nasz Przegląd”, „Nowa Lewica” we Wrocławiu, „BHH. Hutnik. Biuletyn informacyjny PPS-RD Huty Baildon”.

## Kronika działań PPS-RD
Kronika obejmuje okres po ustąpieniu Jana Józefa Lipskiego w lutym 1988. Od lutego 1988 do grudnia 1998 PPS-RD działała jako jednolita Polska Partia Socjalistyczna. Powstanie dwóch formacji pod nazwą PPS zaczyna się w drugiej połowie 1988.

### 1988

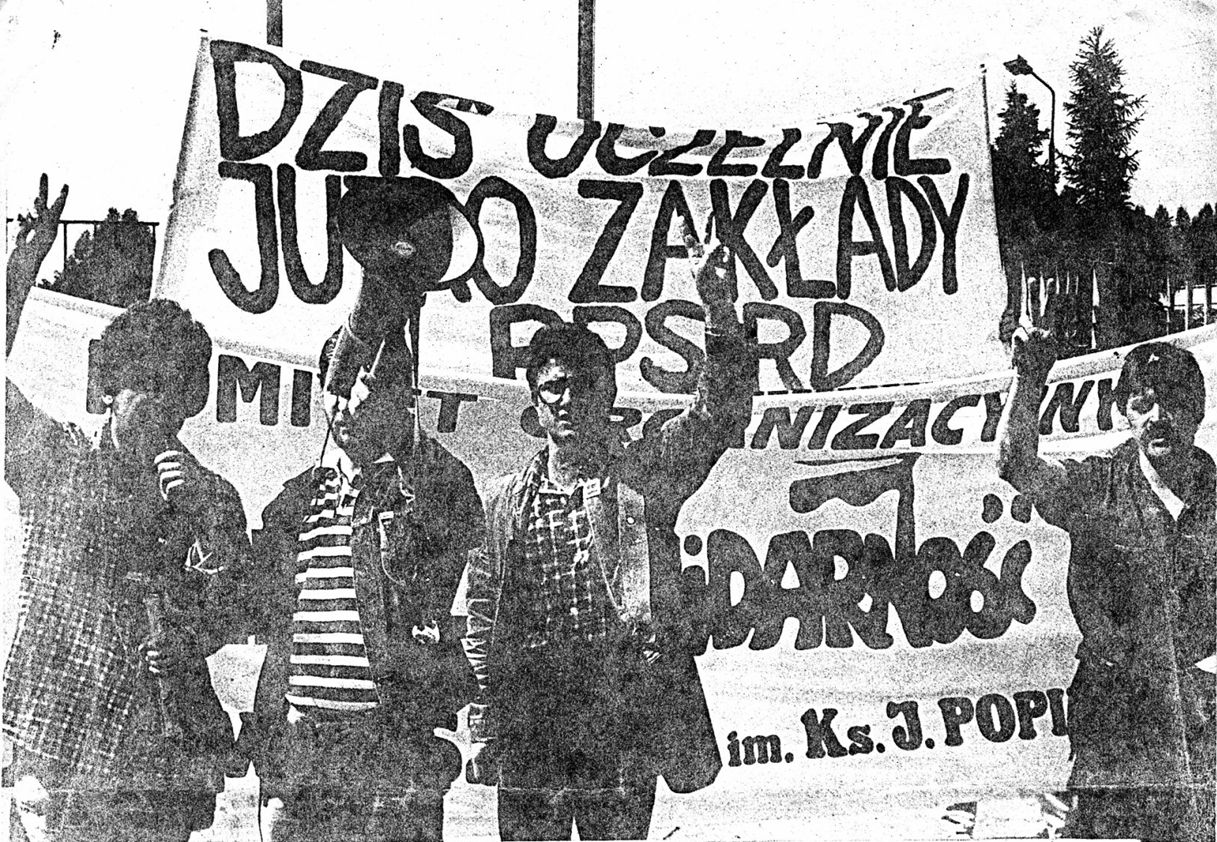
Demonstracja PPS-RD i MRKS przed Hutą Warszawa 26 maja 1989 r. Drugi z lewej: Krzysztof Wolf, a trzeci Edward Mizikowski (obaj z MRKS)

- 3 marca, Warszawa. Próba wiecu PPS i MRKS pod Hutą. Zatrzymano m.in. Piotra Ikonowicza, Grzegorza Ilkę i Cezarego Miżejewskiego. Piotr Ikonowicz został pobity przez milicję w czasie pobytu na komendzie na ul. Żeromskiego.
- 29 kwietnia, Wrocław – Przed DOLMEL-em pojawiła się grupa działaczy PPS Czesław Borowczyk, Józef Pinior i Jolanta Skiba z transparentem „Popieramy Nową Hutę PPS”. Rozdawano ulotki PPS i Raport o warunkach pracy w „Dolmelu”. Próba interwencji zakładowego ORMO zakończyła się fiaskiem dzięki postawie pracowników zakładu. Jednak jeden z ORMO-wców po zakończeniu pikiety udaje się za protestującymi i zawiadamia przechodzący patrol MO. Cała trójka została zatrzymana na 48 godzin i ukarana grzywną w kolegium 50 tys. zł.
- 28/29 kwietnia, Lublin – Działacze miejskich struktur PPS wykonali kilkanaście napisów na murach: „Dość podwyżek – PPS”, „Uwolnić politycznych – PPS” oraz na koszarach „Armia do cywila – PPS”.
- 1 maja, Warszawa – po mszy w kościele św. Stanisław Kostki w imieniu PPS przemawiali Tadeusz Rachowski i Andrzej Malanowski. Wśród transparentów znajdowały się: „Chcemy godziwej płacy a nie emigracji – PPS”; „Zacznijmy reformę gospodarczą”. Próba zorganizowania przez PPS i MRKS wiecu na Rynku Starego Miasta w Warszawie nie udała się w wyniku zorganizowanej akcji SB, która legitymowała przychodzących. Zatrzymani zostali: Piotr Ikonowicz, Tomasz Truskawa, Tomasz Szczepański, Jan Tomasiewicz. Pomimo to Grzegorz Ilka, Cezary Miżejewski oraz Mariusz Ambroziak z „Solidarności” z Ursusa rozwinęli czterometrowy transparent „Dość podwyżek cen – PPS” skandując „Kraków – Warszawa wspólna sprawa” i rozrzucając ulotki na pl. Zamkowym nieopodal Kościoła św. Anny. Pomimo interwencji MO uczestnikom akcji udało się uciec i ocalić transparent.
- 1 maja, Poznań – po mszy w kościele Matki Bożej Bolesnej około 3,5 tysiąca manifestantów z transparentami „PPS”, „Solidarność” i „Solidarność Walcząca” usiłowało dostać się do centrum Poznania. Zatrzymano 10 osób.
- 2 maja, Wrocław – w wiecu w zakładach „Dolmel” wzięli udział Czesław Borowczyk i Józef Pinior.
- 3 maja, Wrocław – w mieszkaniu Czesława Borowczyka zatrzymani zostali Józef Pinior, Czesław Borowczyk, Aleksandra Sarata, Barbara Chycko.
- 5 maja, Wrocław – Działacze PPS Józef Pinior, Czesław Borowczyk, Jolanta Skiba i Aleksandra Sarata weszli na teren zakładów DOLMEL we Wrocławiu inicjując strajk. W wyniku starcia z funkcjonariuszami ORMO i straży przemysłowej zostali zatrzymani a następnie aresztowani. Rozpoczyna się kampania o ich uwolnienie.
- 5 maja, Warszawa – Na Uniwersytecie Warszawskim odbył się jednodniowy solidarnościowy strajk okupacyjny na rzecz legalizacji NSZZ „Solidarność” i NZS. W strajku uczestniczyło Koło Uniwersyteckie PPS rozwieszając transparent „Jesteśmy z robotnikami – PPS”. CKW przyjęło „Apel do partii socjalistycznych i socjaldemokratycznych na Zachodzie o poparcie polskiego świata pracy w walce z anachroniczną dyktaturą”. CKW wyraziło podziękowanie dla przyjaciół z Włoskiej Partii Socjalistycznej za poparcie dla strajkujących robotników w Polsce.
- 5 maja, Lublin – na terenie lubelskich uczelni ulotki strajkowe rozrzuciło Koło Międzyuczelniane PPS w Lublinie.
- 7 maja, Lublin – Przed frontem KUL miała miejsce pikieta „sitting” solidaryzujący się ze strajkującymi zakładami. Rozwinięto też transparent „Uwolnić Józefa Piniora – doktoranta KUL, przewodniczącego RN PPS”. Koło Uniwersyteckie PPS rozrzucało również ulotki w sprawie represjonowanych studentów UMCS i więźniów politycznych w tym Józefa Piniora.
- 9 maja, Poznań Odbyła się akcja strajkowa Uniwersytetu Adama Mickiewicza. W trakcie wiecu na uczelni w imieniu PPS przemawiał Mirosław Hanusz.
- 10 maja, Lublin – Przed frontem KUL miała miejsce pikieta „sitting” solidaryzujący się ze strajkującymi zakładami. W pikiecie wzięli udział członkowie PPS.
- 12 maja, Poznań – SB zatrzymało członka PPS Andrzeja Grzybowskiego. W trakcie przesłuchania namawiano go do współpracy grożąc w przypadku odmowy wypadkiem lub śmiercią. W przesłuchaniu uczestniczył wysoki funkcjonariusz WUSW z Warszawy.
- 16 maja, Warszawa – Członkowie Koła Uniwersyteckiego PPS zorganizowali akcje wysyłania kartek pocztowych wzywających od solidarności z aresztowanymi członkami PPS. Wysłano ok. 300 kartek.
- 19 maja, Warszawa – Na Uniwersytecie Warszawskim zawieszono transparent „Uwolnić politycznych – Pinior, Borowczyk, Skiba, Sarata – PPS”. Rozdawano wydawnictwa PPS.
- 19 maja, Wrocław – Członkowie PPS organizowali zbiórkę na aresztowanych. W Punkcie Duszpasterstwa Ludzi Pracy w kościele przy Al. Pracy zebrano 200 tys. zł. Pieniądze przekazano do Regionalnego Komitetu Strajkowego NSZZ „Solidarność” Dolny Śląsk.
- 24 maja, Piła – Członkowie PPS rozrzucili ulotki z oświadczeniem PPS w sprawie aresztowania Borowczyka, Piniora, Saraty i Skiby. Nikogo nie zatrzymano.
- 25 maja, Poznań – Członkowie PPS rozrzucili ulotki z oświadczeniem PPS w sprawie aresztowania Borowczyka, Piniora, Saraty i Skiby. Zatrzymano Andrzeja Grzybowskiego i Mirosława Hanusza. Kolegium ds. wykroczeń ukarało A. Grzybowskiego grzywną w wysokości 33 tys. zł. A sprawę Hanusza przekazano do rozparzenia w trybie zwykłym.
- 25 maja Wrocław – odbyła się kolejna akcja uliczna w obronie aresztowanych Piniora, Borowczyka, Saraty i Skiby.
- 26 maja, Wrocław – na dachu Opery został rozwinięty transparent wzywający do uwolnienia Piniora, Borowczyka, Saraty i Skiby. Rozrzucono ok. 1500 ulotek. Pod Operą zebrało się blisko 500 osób. Na 48 godzin zatrzymano Piotra Ikonowicza i Dorotę Jastrzębską z PPS.
- 26 maja, Poznań – Zatrzymano w różnych punktach miasta działaczy PPS: Mariana Szymkowiaka, Krystynę Stachowiak, Aleksandrę Bessert, Mirosława Hanusza. Wszystkich zwolniono po kilku godzinach. U Mirosława Hanusza przeprowadzono rewizje. Zatrzymania były związane z trwającą w Poznaniu akcją ulotkową w obronie Piniora.
- 27 maja, Warszawa – Działacze PPS zebrali na Uniwersytecie Warszawskim kilkaset podpisów pod protestem w sprawie uwięzienia działaczy PPS. Kolegium ds. wykroczeń ukarało Grzegorza Ilkę grzywną w wys. 50 tys. zł. za posiadanie „CDN-Głos Wolnego Robotnika” w trakcie wiecu pod Hutą Warszawa w dniu 3 marca br.
- 30 maja, Poznań, Lublin, Wrocław – poszczególne okręgi Polskiej Partii Socjalistycznej wystąpiły do liderów partii socjalistycznych w Europie apelując o pomoc dla aresztowanych działaczy PPS. OKP PPS Poznań wystosował list do Svena Carslona ze Szwedzkiej Partii Socjaldemokratycznej, OKP PPS Lublin napisał do Neila Kinnocka z brytyjskiej Partii Pracy zaś OKR PPS Wrocław do Felippe Gonzalesa z PSOE.
- 31 maja, Wrocław – zwolnienie z aresztu Skiby i Saraty za poręczeniem ks. bp. Adama Dyczkowskiego. Tego samego dnia Kolegium dla dzielnicy Wrocław-Krzyki zaocznie skazało członka CKW PPS – Jacka Pawłowicza z Płocka na grzywnę 35 tys. zł za udział w „nielegalnym zebraniu”, które miało miejsc 28 listopada 1987 (posiedzenie CKW PPS).
- 1 czerwca, Praga – siedemdziesięciu działaczy KARTY`77 w tym Václav Havel, Peter Pospichal, Anna Sabatowa, Peter Uhl zwróciło się do gen. Jaruzelskiego o uwolnienie działaczy PPS, Piniora i Borowczyka.
- 3 czerwca, Warszawa – Ok. godz. 15.40 na rusztowaniach koło Prokuratury Generalnej na Krakowskim Przedmieściu Krzysztof Wolf (MRKS) i Edward Mizikowski (MRKS) rozwiesili transparent „Uwolnić Adama Hodysza kpt. SB, Romana Zwiercana – MRKS) oraz „Uwolnić Czesława Borowczyka i Józefa Piniora – PPS, MRKS”. O tej samej godzinie transparenty o identycznej treści rozwiesili na rusztowaniach naprzeciw kościoła św. Anny Adam Słowik (MRKS), Leszek Zbigniew (MRKS) i Cezary Miżejewski (PPS). Po około godzinie obie grupy zostały zatrzymane. Podczas akcji rozrzucono 5 tys. ulotek PPS i MRKS żądających uwolnienia więźniów politycznych. Pod rusztowaniami zebrał się kilkusetosobowy tłum. Następnego dnia po pobycie w areszcie na ul. Wilczej Krzysztof Wolf i Edward Mizikowski zostali ukarani przez kolegium ds. wykroczeń dzielnicy Śródmieście grzywną po 50 tys. zł. Zaś Adam Słowik, Leszek Zygmunt i Cezary Miżejewski po 35 tys. zł.
- 3 czerwca, Warszawa W późnych godzinach wieczornych zatrzymano Roberta Bajstaka, Grzegorza Ilkę i Tomasza Truskawę. Następnego dnia Grzegorz Ilka stanął przed kolegium ds. wykroczeń i został skazany za posiadanie Biuletynu Informacyjnego PPS na grzywnę 50 tys. zł. Dwaj pozostali zostali zwolnieni po 48 godzinach.
- 3/4 czerwca Lublin Na murach wykonano szereg napisów „Uwolnić Piniora i Borowczyka – PPS”. 4 czerwca w obronie uwięzionych wystąpił TKZ NSZZ „S” FSC w Lublinie.
- 5 czerwca, Płock – Jacek Pawłowicz został ukarany grzywną w wys. 35 tys. zł za „udział w nielegalnym zebraniu” w dniu 28 lutego 1987 (próba odbycia posiedzenia CKW PPS we Wrocławiu).
- 5 czerwca Lublin – rozrzucono ulotki w obronie czterech więzionych członków PPS.
- 7 czerwca Londyn – Działacze Centralnego Komitetu Zagranicznego PSS przekazali liderowi Labour Party list lubelskiego OKR PPS dotyczący aresztowanych działaczy PPS. Pismo polecające apel podpisali: Stanisław Wąsik (przewodniczący CKZ), Janusz Zawadzki – sekretarz generalny CKZ i Kazimierz Majkowski (sekretarz ds. międzynarodowych).
- 16 czerwca, Wrocław – Rozpoczęły się akcje na rzecz uwolnienia Borowczyka i Piniora organizowane przez PPS, Solidarność Walcząca, Międzyszkolny Komitet Oporu, RKS NSZZ „Solidarność” Dolny Śląsk i Pomarańczową Alternatywę. Od godz. 5.20 przed zakładami DOLMEL kilku działaczy PPS rozwiesiło transparent i rozdawało ulotki. Wznoszono okrzyki na rzecz uwolnienia Czesława Borowczyka i Józefa Piniora. Kilkuosobowe grupy PPS organizowały krótkie pikiety w miejscach o szczególnym natężeniu ruchu. O godz. 15.30 na dach Opery weszło dwóch działaczy PPS (Piotr Ikonowicz i Dorota Jastrzębska) i rozwiesiło transparent „Uwolnić Piniora i Borowczyka”, druga grupa rozdawała ulotki pod gmachem Opery. W wyniku akcji SB zatrzymano na kilka godzin Arkadiusza Jarzębskiego i Mirosława Wocha.
- 17 czerwca, Świdnik – Rozdano ok. 2500 ulotek w obronie Piniora i Borowczyka. Wzywano do bojkotu wyborów do rad narodowych.
- 24 czerwca, Wrocław – po poręczeniu bp. A. Dyczkowskiego i mec. Siły-Nowickiego zwolniono aresztowanych Józefa Piniora i Czesława Borowczyka z więzienia.
- 26 czerwca, Poznań – w trakcie manifestacji w rocznicę Czerwca 1956 roku delegacja PPS złożyła wieniec z napisem „W hołdzie pomordowanym robotnikom Czerwca 1956 – PPS”.
- 27 czerwca, Wrocław – rozpoczęcie procesu Józef Piniora, Czesława Borowczyka, Jolanty Skiby i Aleksandry Saraty. Józefa Piniora bronili mec. Marek Stryja i mec. Aranka Kiszyna, Czesława Borowczyka mec. Maria Krudowska i mec. Leszek Adamczyk, a Jolantę Skibę mec. Andrzej Wyrwisz. Na salę obrad mogło wejść zaledwie 20 osób. Spowodowało to zmieszanie i szarpaninę z SB. Zatrzymano dwie osoby na kilka godzin. Na sali wznoszono okrzyki „PPS”, co spowodowało trzykrotne przerwanie posiedzenia sądu. Zorganizowano międzynarodową akcję na rzecz uwolnienia zatrzymanych. Listy do socjalistów europejskich wystąpił CKZ oraz CKW PPS. Na ul. Świdnickiej Pomarańczowa Alternatywa zorganizowała happening pod hasłem „Powitanie Piniora i Borowczyka”. Byli obecni obaj „witani”. Uczestnicy happeningu występowali w koszulkach „PPR – Front Ludowy” lub „PPS – Front Ludowy”. W trakcie niesione były portrety Marksa, Engelsa, Lenina, Piniora i Borowczyka (ten ostatni na portrecie łudząco przypominał Dzierżyńskiego). Były transparenty i czerwone flagi. Po kilku zdaniach wypowiedzianych przez Józefa Piniora i recytacji utworów „Majora” zgromadzeni wznosząc okrzyki „PPS”, „Solidarność”, „Wrocław do Armenii” i inne skierowali się w stronę Rynku pod pomnik Fredry. Po zakończeniu części artystycznej pomnik udekorowano flagami, transparentami i portretami i tradycyjnie udano się do baru „Barbara”. Tam podziękowano za udział w „Powitaniu” i zaproszono na czerwony barszczyk.
- 28 czerwca, Wrocław – PPS zorganizowała wiec przed Polarem. Organizatorów zatrzymano na kilkanaście godzin.
- 4 lipca, Wrocław – Kolejna tura procesu Piniora, Borowczyka, Skiby i Saraty. Po zakończeniu obrad sądzeni wraz z grupą działaczy PPS i Solidarności opuścili gmach sądu z transparentem „Dość procesów politycznych – PPS, MRKS”. Na krótko SB zatrzymała Piotra Ikonowicza, Józefa Piniora i Jarosława Wardęgę.
- 10 lipca Warszawa – w trakcie wizyty Michaiła Gorbaczowa, sekretarza generalnego KPZR, SB zatrzymało w mieszkaniu Jerzego Kolarzowskiego: Piotra Ikonowicza, Grzegorza Ilkę, Grzegorza Syrka, Hannę Bajstak, Zuzannę Dąbrowską, Jacka Pawłowicza, Małgorzatę Ponulak. Zwolniono ich po 48 godzinach. 12 lipca Jerzy Kolarzowski stanął przed Kolegium ds. Wykroczeń Warszawa Żoliborz – orzeczono 50 tys. zł. grzywny.
- 14 lipca Warszawa – SB przeprowadziło rewizje u Zuzanny Dąbrowskiej i Hanny Bajstak. 15 lipca H. Bajstak stanęła przed Kolegium ds. Wykroczeń Warszawa Mokotów. Oskarżyciel żądał 25 tys. zł grzywny, kolegium orzekło 30 tysięcy.
- 21 lipca Warszawa – SB przeprowadziła rewizję w mieszkaniu Tomasza Szczepańskiego i zatrzymała przebywające tam osoby: Tadeusza Rachowskiego, Grzegorza Ilkę, Hannę Bajstak, Grzegorza Syrka, Ewę Idziakowską, Zbyszka Idziakowskiego, Grzegorza Krzyśpiaka i Pawła Kazaneckiego.
- 29/30 lipca, Wrocław – Kolejna tura procesu Piniora, Borowczyka, Skiby i Saraty. Grupa uczestników Pomarańczowej Alternatywy rozpoczęła happening. Miłka Tyszkiewicz została zatrzymana za obrazę sądu na 10 tys. grzywny z zamianą na trzy dni aresztu i natychmiast dowieziono do aresztu.
- 21 sierpnia, Wrocław – Pinior, Borowczyk, Skiba i kilka innych osób zatrzymano w mieszkaniu Aleksandra Łabędzkiego. Pinior, Borowczyk, Skiba zostali ponownie aresztowani.
- 21 sierpnia, Płock – W godzinach przedpołudniowych zatrzymano Tadeusza Zielińskiego, Jacka Pawłowicza (PPS) i Andrzeja Zabrockiego. Pretekstem zatrzymania było rzekome rozpowszechnianie ulotek wzywających mieszkańców Płocka do strajków. Po 48 godzinach zatrzymani stanęli przed Kolegium ds. wykroczeń i ukarani w trybie przyspieszonym grzywnami 40 i 50 tys. zł. Zatrzymani byli przesłuchiwani przez specjalnie przybyłego z MSW mjr Waldemara Rubina.
- 22 sierpnia, Wałbrzych – zastrajkowały trzy oddziały szybu „Barbara” w kopalni „Victoria”. W kilka godzin później kopalnia „Wałbrzych”. Strajki trwały do 24 sierpnia rano. W Komitetach Strajkowych znaleźli się górnicy z Wałbrzyskiego Komitetu Miejskiego PPS.
- 22 sierpnia, Sosnowiec – o 5.30 na terenie KWK „Czerwone Zagłębie” odbył się wiec zorganizowany przez Komitet Strajkowy działaczy PPS. Po wiecu aresztowano działaczy PPS: Wiesława Eichelkrauta, Piotra Ikonowicza i Krzysztofa Trzaskę (zostali skazani na 14 dni aresztu), Marka Prygiela i Eberhardta Pampucha z NSZZ „Solidarność” (obaj skazani na 7 dni aresztu). Kolegium orzekło również grzywny.
- 22 sierpnia, Poznań – w Zakładach im. Hipolita Cegielskiego K. Cnotalski (z zakładowej  „Solidarności”), Maciej Frankiewicz (Solidarność Walcząca) i Andrzej Grzybowski z PPS zorganizowali strajk. Na teren zakładu przybyli również Janusz Pałubicki (Krajowa Komisja Wykonawcza NSZZ „Solidarność”), W. Hossa (Regionalna Rada Wielkopolska „Solidarności”) i wiceprzewodniczący OKP PPS Marek Niewiadomski. Cała szóstka weszła w skład komitetu doradczego przy Komitecie Strajkowym. Strajk zakończył się następnego dnia na skutek masowej obecności bezpieki na zakładzie.
- 23 sierpnia, Wrocław – SB rozbiła zebranie OKR PPS. Aresztowano Józefa Piniora, Jolantę Skibę. Na 48 godzin zatrzymano Miłkę Tyszkiewicz, Jerzego Boguszewskiego, Arkadiusza Jarzębskiego, Mieczysława Wocha, Jerzego Bielasińskiego, Remigiusza Dziemianowicza i Roberta Kaźmierczaka. Tego samego dnia aresztowano również Czesława Borowczyka. Jarzębski i Boguszewski stanęli przed Kolegium, które orzekło grzywny z zamianą na areszt. W mieszkaniach zatrzymanych dokonano rewizji.
- 24 sierpnia, Płock – wokół Petrochemii rozstawiono posterunki ZOMO. Na terenie kombinatu SB i Straż Przemysłowa dokonywała przeszukiwania pomieszczeń i instalacji. Straż Przemysłowa poszukiwała Krzysztofa Kowalskiego i Jacka Pawłowicza, (któremu w trakcie poprzedniego zatrzymania odebrano przepustkę na teren kombinatu). Pomimo tego, następnego dnia na terenie Petrochemii odbył się wiec poparcia dla strajkujących w całej Polsce.
- 31 sierpnia, Wrocław – działacze PPS wzięli udział w manifestacji z okazji 8 rocznicy Porozumień Sierpniowych. W trakcie wiecu na Świdnickiej w imieniu PPS przemawiała Miłka Tyszkierwicz. W trakcie manifestacji niesiono transparenty PPS i rozrzucano ulotki PPS.
- 31 sierpnia, Poznań – po mszy w kościele Zbawiciela odbyła się manifestacja. Demonstranci próbowali przedostać się pod pomnik Czerwca 1956 r. Po zablokowaniu drogi przez ZOMO demonstranci skierowali się do centrum miasta, gdzie na pl. Wolności manifestacja się zakończyła. Liczna grupa członków PPS wystąpiła pod transparentami „PPS” i „Żądamy legalizacji Solidarności – PPS’.
- 5 września, Wrocław – odbyła się ponowna rozprawa ponownie aresztowanych Czesława Borowczyka, Józefa Piniora, Jolanty Skiby oraz odpowiadającej z wolnej stopy Aleksandry Saraty. Rozprawę poprzedziły akcje ulotkowe i napisy na murach. Akcje kontynuowane były do zakończenia procesu.
- 12 – 21 września, Wrocław – głodówka protestacyjna trwająca 9 dni w siedzibie OKR PPS. W głodówce brali udział działacze PPS i opozycji antykomunistycznej. Głodówka służyła walce o uwolnienie więzionych 8 działaczy PPS i o wpuszczenie do Polski szefa Solidarności Walczącej Kornela Morawieckiego. Pod mieszkaniem, w którym odbywała się głodówka SB umieściła punkt obserwacyjny.
- 14 września Wrocław – zatrzymano młodych działaczy PPS Jerzego Bielasińskiego i Marka Bońkowskiego za malowanie na murach napisów w obronie represjonowanych robotników. Oskarżyciel żądał dla nich trzech miesięcy aresztu, jednak ze względu na wiek otrzymali tylko grzywny.
- 21 września Wrocław – uczestnicy głodówki z transparentami „Zwyciężymy – PPS” i „Stół z powyłamywanymi nogami”, „Kiszczak – puść!” udali się do sądu. W trakcie rozprawy sąd odrzucił wniosek o uchylenie tymczasowego aresztowania. Ok. 100 zebranych  urządziło demonstrację skandując „PPS”.
- 26 września Wrocław – w trakcie kolejnej rozprawy Borowczyka i innych po usunięciu publiczności z sali doszło do manifestacji. Na miejscu dołączyła grupa działaczy KPN z Krakowa i Jastrzębia z transparentem „Komuniści wypuśćcie socjalistów”. W trakcie procesu zatrzymano Piotra Ikonowicza (skazany „za obrazę sądu” na 3 dni aresztu), oraz zatrzymano kilkanaście osób w tym Cezarego Miżejewskiego, Jacka Suchorowskiego, Miłkę Tyszkiewicz, Roberta Kaźmierczaka, Mirosława Borowczyka i działacza „S” z Przemyśla Roberta Majkę. Wszystkich ukarano grzywnami. Dodatkowo Ryszard Bocian z KPN został skazany na 30 tys. grzywny z zamianą na areszt.
- 3 października, Wrocław – zakończył się w pierwszej instancji proces działaczy PPS zatrzymanych w fabryce „DOLMEL” we Wrocławiu. Czesława Borowczyka skazano na 1,5 roku pozbawienia wolności i 80 tys. zł. grzywny, Józefa Piniora i Aleksandrę Saratę na 1 rok pozbawienia wolności i 40 tys. zł. grzywny oraz Jolantę Skibę na 8 miesięcy pozbawienia wolności i 40 tysięcy grzywny. Kary pozbawienia wolności zawieszono na trzy lata. Proces prowadziła sędzia Maria Radajewska.
- 1 listopada, Warszawa – z okazji wizyty premier Wielkiej Brytanii – M. Thatcher, zwolennicy Nurtu Lewicy Rewolucyjnej PPS rozrzucili ulotki, w których domagano się odwołania ustawodawstwa antyzwiązkowego, przywrócenia do pracy zwolnionych górników i wycofania wojsk z Irlandii Północnej. Tego samego dnia podczas wizyty premier WB przy grobie ks. Jerzego Popiełuszki rozrzucono ulotki sygnowane przez NRS, MRK”S” i PPS z hasłem „Górnikom brytyjskim i polskim pracy i chleba”.
- 9 listopada, Wrocław – na ul. Świdnickiej wyemitowano przez radio przemówienia Kornela Morawieckiego (SW) i Józefa Piniora (PPS), w której wezwali do udziału w manifestacji z okazji 70 rocznicy odzyskania przez Polskę Niepodległości.
- 11 listopada, Warszawa – Tuż przed 12.00 członkowie Uniwersyteckiego Koła PPS rozwiesili na rusztowaniu przy Uniwersytecie transparent i obrzucili ulotkami maszerującą kolumnę wojska. O 12.00 na Uniwersytecie rozpoczął się wiec, na którym w imieniu PPS przemawiał Tomasz Truskawa. W wieczornej niepodległościowej manifestacji PPS również wziął czynny udział. W jej trakcie po interwencji oddziałów ZOMO, zatrzymano i pobito Mirosława Osiaka (PPS), który naprzeciwko Grobu Nieznanego Żołnierza wywiesił transparent PPS. Tego samego dnia Solidarność Walcząca, MRKS i PPS wydały oświadczenie do załóg Gdańskiej Stoczni Remontowej, Stoczni Wisła, które podjęły protesty przeciw decyzji o zamknięciu Stoczni Gdańskiej. Obok protestu wobec tej decyzji wyrażono szacunek i uznanie dla determinacji, z jaką stoczniowcy bronią ideałów „Solidarności”.
- 11 listopada, Wrocław – o 15.15 rozpoczęła się manifestacja zorganizowana przez PPS i Solidarność Walczącą. Na ul. Świdnickiej zgromadziło się 15 tysięcy ludzi. W imieniu PPS przemawiali Remigiusz Dziemianowicz, Miłka Tyszkiewicz i Jacek Suchorowski. Manifestanci (ok. 12 tys.) przemaszerowali następnie przez miasto do zajezdni MPK przy ul. Grabiszyńskiej. Milicja nie interweniowała.
- 11 listopada, Płock – w mieście odsłonięto na mszy za Ojczyznę, tablicę ku czci Józefa Piłsudskiego. Po mszy ok. 500 osób przemaszerowało przez miasto do Grobu Nieznanego Żołnierza, gdzie złożono wieniec od PPS. Niesiono transparenty Solidarności Walczącej i PPS. Rozrzucano ulotki PPS.
- 11 listopada, Pionki – Działacze PPS rozrzucali ulotki PPS i malowali napisy na murach. 13 listopada na uroczystości w Żytkowicach gdzie znajduje się pomnik Legionów delegacje NSZZ „Solidarność” i PPS złożyły wiązanki kwiatów.
- 11 listopada, Lublin – Na Niepodległościowej manifestacji, działacze PPS uczestniczyli z transparentem „Naszym celem Niepodległość – PPS”.
- 27 listopada, Warszawa – Do mieszkania Heleny Baumgartem (siedziba red. Robotnika) weszła SB i zatrzymała na kilka godzin Jana Tomasiewicza, Mirosława Osiaka, Zdzisława Idziakowiskiego i Grzegorza Krzyśpiaka.
- 13 grudnia, w Warszawie, Lublinie, Krakowie, Łodzi, Jastrzębiu, Poznaniu, Płocku, Toruniu, Wrocławiu, Wałbrzychu odbyły się demonstracje z okazji 7 rocznicy wprowadzenia stanu wojennego pod hasłem „Jaruzelski musi odejść”. Warszawską manifestację, zorganizowaną przez MRKS i PPS, która wyruszyła z dziedzińca UW (gdzie przemawiał Piotr Ikonowicz) dotarła pod pomnik Kopernika (gdzie przemówił Edward Mizikowski z MRKS). Tam manifestacja została zaatakowana przez ZOMO. Doszło do gwałtownych starć demonstrantów z milicją, która używała gazów łzawiących i pałek, zaś demonstranci odpowiedzieli kamieniami. Zatrzymano kilkanaście osób. Pobito Piotra Ikonowicza. Zatrzymany w trakcie manifestacji Jan Tomasiewicz, został aresztowany pod zarzutem uchylania się od służby wojskowej. We Wrocławiu manifestację zorganizowała Solidarność Walcząca i PPS. Demonstracja, która dotarła do byłej siedziby Zarządu Regionu NSZZ „S” zgromadziła ok. 15 tys. osób. Przemówienia wygłosili m.in. Andrzej Gwiazda, Władysław Frasyniuk, Józef Pinior i Wojciech Myślecki. Milicja nie interweniowała. Władysław Frasyniuk: Można powiedzieć, że wróciliśmy. Wróciliśmy do zakładów, wróciliśmy do siedziby „Solidarności” szesnastu miesięcy wolnego działania w wolnej Polsce. Pragnę podziękować wszystkim wolnym ludziom, wszystkim ludziom „Solidarności”, a także naszym przyjaciołom z PPS-u, SW, KPN-u, NZS, MKO za udział w walce o „Solidarność” i wolność dla Polski. W dniu 13 grudnia SB dokonała zatrzymania Jacka Suchorowskiego (PPS-RD) udającego się z zakładu pracy na manifestację. Dokonano przeszukania mieszkania i zarekwirowano 120 „Robotników i „Gazety Jastrzębskiej”. Następnego dnia kolegium ds. wykroczeń ukarało go grzywną w wysokości 30 tys. zł, 20 tys. nawiązki i 1,5 tys. kosztów postępowania. Tego samego dnia w mieszkaniu Czesława Borowczyka zatrzymano Roberta Majkę działacza PPS-RD z Przemyśla, który przyjechał na manifestację. Majkę wypuszczono po godz. 19.00. W Wałbrzychu zatrzymano 17 osób, działaczy PPS i NSZZ „S”, którzy złożyli kwiaty pod tablicą pod kopalnią „Thorez”. Gdy manifestanci szli na uroczystą mszę milicja rozpoczęła legitymowanie i zatrzymywanie osób.
- 16 grudnia, Warszawa – Na Uniwersytecie Warszawskim odbył się wiec, na którym odczytano list do działaczy ukraińskich i litewskich. Piotr Ikonowicz wezwał do działań w obronie uwięzionego Jana Tomasiewicza. Po wiecu pomimo obecności milicji, około 20 osób przemaszerowało ulicami Warszawy pod hasłem: „Uwolnić Janka Tomasiewicza, więźnia politycznego”. Demonstranci, malując hasła na murach, przeszli od rotundy na skrzyżowaniu ul. Marszałkowskiej i Alei Jerozolimskich do pl. Konstytucji, a później pod areszt przy ul. Rakowieckiej obmalowaniem murów więzienia.
- 19 grudnia, Warszawa – Odbyło się posiedzenie Rady Naczelnej PPS. Przyjęto Komunikat RN PPS, w którym wobec sporów o używanie nazwy, przyjmuje nazwę PPS-Rewolucja Demokratyczna (PPS-RD).
- 20 grudnia, Warszawa – w centrum Warszawy odbyła się o godz. 13.50 stuosobowa manifestacja PPS-RD, NZS i Solidarności na rzecz uwolnienia Jana Tomasiewicza i rejestracji NZS i NSZZ „Solidarność”. Rozrzucono kilka tysięcy ulotek podpisanych przez PPS-RD i MRKS w obronie Tomasiewicza. Rozrzucając ulotki manifestanci z transparentami przeszli pochodem z ul. Marszałkowskiej do Pl. Konstytucji. Milicja nie interweniowała.
- 25-31 grudnia – Warszawa. Głodówka osób z PPS-RD, NZS, Solidarności Polsko-Czechosłowackiej i WiP w obronie więźniów politycznych Polski i Czechosłowacji. Początkowo w głodówce uczestniczyli: Marek Bońkowski (PPS-RD), Radosław Gawlik (WiP), Piotr Ikonowicz (PPS-RD), Marek Krukowski (WiP), Piotr Niemczyk (WiP), Mirosław Osiak (PPS-RD), Józef Pinior (PPS-RD), Lilianna Plesiewicz (NZS), Radosław Sikora, Tomasz Zimiński (NZS), Jacek Zwolak (PPS-RD). Do głodówki dołączyli następnie: Rinaldo Betkiewicz (PPS-RD, WiP), Czesław Borowczyk, Sławomir Dutkiewicz, Robert Gołaś (PPS-RD), Ewa Jagusiak, Robert Majka (PPS-RD), Robert Pastryk, Maria Sopart, Małgorzata Tarasiewicz (WiP), Tomasz Truskawa (PPS-RD), Miłka Tyszkiewicz (PPS-RD) oraz Tomasz Chrust (WiP). Głodówka została wsparta przez wiele struktur oraz osób z kraju i zagranicy.
- 27 grudnia Wrocław, działacze PPS-RD Robert Gołaś, Piotr Michalik i Jacek Suchorowski pikietowali około godziny przed Domem Towarowym z hasłami uwolnienia Jana Tomasiewicza. Milicja nie interweniowała.
- 28 grudnia, Kraków – przed Hutą im. Lenina od godz. 14.15 do 15.00 członkowie PPS-RD: Agata Chmielarczyk, Robert Kaźmierczak, Krzysztof Kmiecik, Artur Koszykowski, Witek Zając demonstrowali, domagając się zwolnienia więźniów politycznych. Pikieta zorganizowana została jako wyraz poparcia dla głodówki protestacyjnej odbywającej się w Warszawie. Milicja nie interweniowała.
- 28 grudnia, Wrocław – Członkowie i sympatycy PPS-RD Mirosław Borowczyk, Mariusz Gajewski, Tomasz Rzymski, Piotr Remek, Piotr Przybył i Czesław Borowczyk o godz. 14 rozwinęli na ul. Świdnickiej transparent w obronie Jana Tomasiewicza. W trakcie pikiety rozdawano ulotki w obronie Tomasiewicza. Milicja nie interweniowała.
- 29 grudnia, Kraków – W Nowej Hucie demonstrowali ponownie członkowie PPS RD. Manifestanci domagają się uwolnienia więźniów politycznych. Sprawę Jana Tomasiewicza, aresztowanego niedawno członka PPS RD, przedstawił zgromadzonym Artur Koszykowski. W wiecu uczestniczyło ok. 300 osób. Milicja nie interweniowała.
- 29 grudnia Wrocław – Członkowie PPS RD zorganizowali pikietę przed jednym z domów towarowych. Po trzydziestu minutach, milicja zatrzymała trzech uczestników manifestacji: Jacka Suchorowskiego, Piotra Michalika, Piotra Lewandowskiego. Dwa dni później zatrzymani zostali ukarani zostali grzywnami w wysokości 80 tys. zł (Jacek Suchorowski), 50 tys. (Piotr Lewandowski i Piotr Michalik). Ponadto obciążono ich kosztami procesu w wysokości 15, tys. zł.
- 30 grudnia, Warszawa – Piotr Ikonowicz (PPS RD) i Edward Mizikowski (MRK „Solidarności”) wspięli się po rusztowaniu po ścianie gmachu KC PZPR i zwiesili z dachu budynku transparent z napisem: „UWOLNIĆ WIĘŹNIOW POLITYCZNYCH – PPS-RD, MRKS, NZS, WiP”. Po 15 minutach od wejścia na gmach, zostali zatrzymani przez funkcjonariuszy Biura Ochrony Rządu. Akcja wzbudziła sensację. Transparent został zawieszony w miejscu, gdzie widniało hasło „Partia w przemianach – przemiany w partii”. Obaj zostali zwolnieni po kilku godzinach.
- 30 grudnia, Wrocław – sześcioosobowa grupa PPS-RD rozwinęła na ulicy transparent z napisem „Uwolnić Janka Tomasiewicza”, „Uwolnić więźniów z Polski i Czechosłowacji”. Wokół tej grupy zebrało się kilkaset osób. Mirosław Borowczyk, Mariusz Gajewski, Lucjan Figas, Piotr Henek i Piotr Przybył rozdawali „Robotnika” i ulotki. Akcja trwała ok. pół godziny. Milicja nie interweniowała.
- 30 grudnia, Sosnowiec – na każdej ze mian w KWK Czerwone Zagłębie działacze PPS-RD rozrzucali ulotki w obronie Jana Tomasiewicza. Podobne ulotki rozrzucono również w Grodźcu, Czeladzi, Sosnowcu, Będzinie, i Dąbrowie Górniczej. Górnicy z KWK Czerwone Zagłębie i KWK Grodziec rozpoczęli akcję solidarnościową z Janem Tomasiewiczem wysyłając karki z życzeniami noworocznymi do Janka.
- 31 grudnia, Wrocław – w trakcie malowania na murach zatrzymani zostali działacze PPS-RD Mirosław Borowczyk i Mariusz Gajewski. Po 40 godzinach aresztu stanęli przed kolegium ds. wykroczeń. M. Borowczyk został skazany na 25 tys. zł. grzywny oraz 30 tys. zł nawiązki na fundusz ochrony środowiska i 1,5 tys. kosztów postępowania. M. Gajewskiemu sprawę odroczono.
- 31 grudnia, Przemyśl – Robert Majka działacz PPS-RD zorganizował w Przemyślu pikietę w obronie więźniów politycznych. Milicja nie interweniowała.

### 1989
- 11 stycznia, Wrocław – Działacze PPS-RD uruchomili akcję zainicjowaną przez Grzegorza Strzymeckiego z Warszawy w sprawie organizacji wolnych wyborów. Uruchomiono punkt zbierania podpisów prowadzony przez Jerzego Gutkinda i Waldemara Antkowiaka.
- 18 stycznia, Warszawa – W Warszawie w Sądzie Warszawskiego Okręgu Wojskowego rozpoczął się proces Jana Tomasiewicza – członka PPS RD i WiP. Na rozprawę przybyło ponad 100 osób głównie z PPS-RD, MRKS i NZS UW. Obecna była przedstawicielka Komisji Interwencji i Praworządności NSZZ „S” Ewa Tomaszewska. W trakcie oczekiwania oklejono sąd plakatami „Uwolnić Janka Tomasiewicza” „PPS-RD’, MRKS i NZS.  Po kilkunastu minutach  sąd ogłosił iż rozprawa zostaje odroczona ze względu na „niedowiezienie oskarżonego”. Po wyjściu z gmachu sądu SB zatrzymało wskazanego przez WSW Jacka Zwolaka (PPS-RD). Doszło do krótkiego starcia w którym udało się odbić Piotra Ikonowicza, którego SB też chciało zatrzymać. Przed sądem rozwinięto transparenty.
- 18 stycznia, Katowice. Odbyły się trzy demonstracje zorganizowane przez „Solidarność Walczącą”, PPS-RD i „Wolność i Pokój”. Na dachu wiaty przystanku tramwajowego w Rynku dwie osoby (Grzegorz. Ilka i Jarosław Rożak) trzymały transparent „Jaruzelski musi odejść” i rozrzucały ulotki. Milicja zatrzymała je po ok. 40 minutach. Trzy osoby rozrzucały ulotki z dachu DT „Skarbek” oraz wzywały do uwolnienia Jana Tomasiewicza i Wojciecha Jankowskiego. Osoby te zostały zatrzymane po 10 minutach. Pięć innych osób (przykutych łańcuchem do ogrodzenia Teatru „?”) stało w Rynku z transparentem przypominającym śmierć Jana Palacha, domagając się zaprzestania represji w Pradze. I ta grupa została zatrzymana. Wszystkie trzy wydarzenia miały miejsce ok. godz.15.
- 19 stycznia, Przemyśl. Na płocie przez KW PZPR rozwieszono transparenty „Jaruzelski musi odejść – PPS-RD”. Transparent wisiał 30 minut. Następnego dna SB zatrzymała działacza PPS-RD Roberta Majkę. Kpt. Stanisław Sztrug szantażował go przymusowymi badaniami lekarskimi.
- 21 stycznia, Warszawa – na budynku domu akademickiego przy ul. Kickiego członkowie Akademickiego Koła PPS-RD rozwiesili transparent „Uwolnić Janka Tomasiewicza – PPS-RD”. Transparent wisiał trzy dni.
- 23 stycznia, Warszawa – Przed gmachem ambasady Czechosłowackiej odbyła się pikieta PPS-RD w rocznicę śmierci Jana Palacha”. Rozwinięto transparent „Jan Palach symbolem wolności – dość represji”. Po ok. 45 minutach zatrzymano Piotra Ikonowicza i Cezarego Miżejewskiego i Jana Kohuta („Solidarność” KWK „ Moszczenica”). Wszyscy trzej spędzili 24 godzin w areszcie.
- 25 stycznia, Warszawa – W procesie przed sądem wojskowym skazano dwa lata więzienia w zawieszeniu na 3 lata Jana Tomaszewicza działacza PPS-RD. Po wyjściu z sądu ok. 30 osób przeszło pod ambasadę Czechosłowacji. Rozwinięto tam transparent „Precz z komunistycznymi dyktatorami – PPS-RD”. Skandowano hasła: „PPS-RD”, „NZS”, „MRKS”. „Wolność i Pokój”, „Solidarność Polsko-Czeska”, „Václav Havel”, „Praga-Warszawa wspólna sprawa”. Zbierano podpisy pod petycją do M. Jakeša w sprawie represji policyjnych w Czechosłowacji. Milicja zaatakowała (pałki, gaz) w momencie, kiedy próbowano dostarczyć petycję do ambasady. Zatrzymano ok. 15 osób, w tym E. Mizikowskiego, Andrzeja Słowika (obaj MRK”S”), Czesława Borowczyka, Tomasza Pieczyńskiego, Józefa Piniora, Piotra Ikonowicza, Mirosława Osiaka, Roberta Gołasia, Marka Bońkowskiego.
- 27 stycznia, Wrocław – Sąd II instancji podtrzymał wydany w ub. roku wyrok w zawieszeniu na członków PPS-RD (Pinior, Borowczyk i in.), oskarżonych o rzekome pobicie ormowca w maju 1988.
- 1 lutego, Warszawa – pod ambasadą Rumunii odbyła się organizowana PPS-RD, MRKS i NZS manifestacja solidarności z Rumunią. Rozwinięto transparenty „Solidarni z narodem Rumunii” i „Precz z reżimem Caucescu”. Rozdawano ulotki PPS-RD i NSZZ „Solidarność”. Zatrzymano m.in. Martę Miller (za zdjęcia), Andrzeja Stankiewicza (MRKS) i Radka Sikorę (PPS).Po 40 minutach interweniowała milicja zatrzymując około 20 osób.
- 1 lutego, Kraków – sześciu członków PPS-RD zorganizowało wiec pod Huta im.Lenina. Do zgromadzonych przemawiali Artur Koszykowski i Robert Kaźmierczak. W trakcie wiecu rozdawano prasę i inne wydawnictwa prezentujące samorządową alternatywę ustrojową. Demonstranci trzymali transparent „Żądamy samorządów zamiast Rakowskiego”. Po 30 min., mimo próby interwencji ORMO, uczestnicy opuścili zakład chronieni przez wychodzących z pracy robotników.
- 17 lutego, Warszawa – w demonstracji Niezależnego Zrzeszenia Studentów przez Pałacem Namiestnikowskim (gdzie odbywały się rozmowy Okrągłego Stołu) udział wzięli działacze PPS-RD z transparentami na rzecz legalizacji NZS.
- 20 lutego, Katowice. Członkowie PPS-RD w Katowicach przeprowadzili na terenie Huty Baildon wiec w sprawach płacowych. Przemawiał Rinaldo Betkiewicz. W Hucie Baildon powstało koło PPS-RD, którego pełnomocnikiem został Janusz Wojtasiak.
- 25 lutego, Katowice, Jastrzębie. W związku z organizacją Kongresu Opozycji Antyustrojowej już poprzedniego dnia zatrzymano we Wrocławiu Józefa Piniora, Czesława Borowczyka, Andrzeja Kowalskiego i Roberta Kazimierczaka z PPS-RD. W telewizji katowickiej ogłoszono komunikat o kontrakcji SB. W dniu organizacji Kongresu ok. 6.30 SB wkroczyło do Biura Kongresu w Katowicach urządzając tam „kocioł’. Zatrzymano tam ok. 30 osób m.in. Jarosława Podworskiego, Tomasza Burka, Artura Koszykowskiego, Ewę i Cezarego Miżejewskich, Tomasza Pieczyńskiego, Uczestników Kongresu zatrzymywano również na ulicach Katowic m.in. grupę z KPN z Adamem Słomką, oraz grupę Młodzieżowej Grupy Niepodległościowej „Pokolenie” z Opola. Obstawiono dworce PKP i PKS. Największą blokadę ustawiono wokół Jastrzębia – gdzie miały się odbyć obrady Kongresu. W Jastrzębiu SB wyciągała z autobusów tych, którzy nie zostali zatrzymani w Katowicach. Zatrzymano również cały autobus PKS i odstawiono pod komendę MO. Ocenia się, iż łącznie zatrzymano ok. 100 osób. Pomimo tego na Kongres dotarło ok. 70 osób. z. PPS-RD, MRKS, Ruchu „Wolność i Pokój”, Solidarności Walczącej, Polskiej Partii Niepodległościowej i KPN, NZS z Warszawy. KOA był jednak przykładem taktycznej tylko współpracy radykałów przeciw dogorywającemu totalitaryzmowi, brakowało tu próby sformułowania choćby elementarnej platformy porozumienia ideowego.
- 8 marca, Wrocław – członkowie PPS-RD wzięli udział w demonstracji pod hasłem wolnych wyborów.
- 20-26 marca, Katowice – głodówka 30 osób z PPS-RD i WiP na rzecz uwolnienia Vaclava Havla i innych więźniów politycznych w Czechosłowacji. W czasie głodówki zorganizowano sześć pikiet pod konsulatem Czechosłowacji. Konsulowi wręczono petycję podpisaną przez 1500 osób, w której domagano się uwolnienia więźniów politycznych.
- 28 marca, Warszawa – tygodniowy protest głodowy członków i sympatyków PPS-RD w obronie więźniów politycznych PRL I CSRS.
- 29 marca, Warszawa – pikieta PPS-RD pod ambasadą CSRS w Warszawie w obronie więźniów politycznych. Nikogo nie zatrzymano.
- 30 marca, Białystok – odbyła się demonstracja ekologiczna zorganizowania przez NZS, KPN, PPS-RD i NRS im. J. Popiełuszki. Powodem demonstracji było wykolejenie pięciu wagonów z chlorem transportowanych z ZSRR do NRD. Podczas wiecu przemawiał Robert Dorosz.
- 31 marca, Wrocław Odbyła się akcja protestacyjna w obronie więźniów politycznych połączona z rozdawaniem prasy PPS-RD. Zatrzymano trzy osoby.
- 3 i 4 kwietnia, Kraków – w Nowej Hucie odbyła się akcja informacyjna PPS-RD. Rozdano ok. 3000 egzemplarzy Robotnika. Nikogo nie zatrzymano.
- 3-9 kwietnia, Katowice – druga tura głodówki protestacyjnej o uwolnienie więźniów politycznych w Czechosłowacji. Łącznie w całej akcji wzięło 46 osób, przeprowadzono 9 akcji ulicznych, podczas których milicja zatrzymała 22 osoby.
- 8 kwietnia. Bełchatów – pod KWB Bełchatów odbyła się akcja rozdawania prasy PPS-RD. Rozdano ok. 1000 szt. Robotnika. Nikogo nie zatrzymano.
- 20 kwietnia, Warszawa – członkowie Warszawskiego OKR PPS-RD wzięli udział w manifestacji zorganizowanej w ramach ogólnopolskiego dni protestu Niezależnego Zrzeszenia Studentów. Na wiecu pod Pałacem Kultury i Nauki przemawiał Piotr Ikonowicz, który wezwał do bojkotu wyborów do Sejmu i Senatu. Po wiecu zatrzymano m.in. Piotra Ikonowicza, Jana Tomasiewicza i Tomasza Pieczyńskiego.
- 20 kwietnia Lublin – na wiecu Niezależnego Zrzeszenia Studentów w imieniu PPS-RD i Kongresu Opozycji Antyustrojowej przemawiała Ewa Miżejewska.
- 20 kwietnia, Białystok – przed wiecem NZS członkowie PPS-RD rozdali na ulicach miasta kilkaset egzemplarzy najnowszego numeru „Robotnika PPS-RD”.
- 28 kwietnia Warszawa – członkowie PPS-RD rozdali kilkaset egzemplarzy „Robotnika PPS-RD” pod Zakładami Radiowymi im. M. Kasprzaka. Tego samego dnia w centrum miasta malowano napisy wzywające do bojkotu wyborów.
- 28 kwietnia Białystok – pod Fabryką Uchwytów rozdano 800 sztuk wydania specjalnego „Biuletynu Informacyjnego PPS-RD” zawierającego wezwania do bojkotu wyborów.
- 30 kwietnia Warszawa – do siedziby Warszawskiego OKR PPS-RD przybyli funkcjonariusze SB, którzy przestrzegali działaczy PPS-RD przed odłączaniem się od oficjalnego 1-majowego pochodu „Solidarności”.
- 30 kwietnia Przemyśl – do Roberta Majki, pełnomocnika PPS-RD zwrócił się przedstawiciel RKW NSZZ „Solidarność” przestrzegając go przed włączeniem się z transparentem PPS-RD do 1-majowego pochodu „Solidarności”.
- 1 maja Białystok – grupa działaczy PPS-RD pojawiła się z transparentem na wiecu organizowanym przez PZPR pod Komitetem Wojewódzkim. Rozrzucano ulotki i skandowano hasła antywyborcze.
- 1 maja Kraków – działacze OKR PPS-RD podczas wiecu pod Hutą im. Lenina rozdali 3000 egzemplarzy „Robotnika PPS-RD”.
- 1 maja Przemyśl – w pochodzie zorganizowanym przez NSZZ „S” udział wzięli członkowie PPS-RD z transparentem.
- 1 maja Warszawa – w pochodzie i wiecu zorganizowanym przez NSZZ „S” i NZS wzięło udział ok. 70 tys. ludzi. Przedstawiciele NSZZ „S” z kilku warszawskich zakładów pracy, MRK „S”, PPS-RD, RSA, MA, LDP-N i SW nieśli transparenty wzywające do bojkotu wyborów. Między zwolennikami i przeciwnikami bojkotu doszło do utarczek słownych. Zakłóciło to przebieg wiecu wyborczego, na którym prezentowali się kandydaci KO :”S”. Po zakończeniu wiecu na ul. Nowy Świat doszło do starć z milicją.
- 1 maja Wrocław – o godz. 10 na ul. Świdnickiej odbył się wiec zorganizowany przez PPS-RD i SW. Wzięło w nim udział ponad 7000 osób. W imieniu Kornela Morawieckiego przemawiała Hanna Łukowska-Karniej, w imieniu PPS-RD przemawiał Józef Pinior, Czesław Borowczyk i Miłka Tyszkiewicz. Następnie odbył się przemarsz na ul. Grabiszyńską do zajezdni MPK pod pamiątkową tablicę „S”. Powracający z demonstracji tłum brutalnie zaatakowało ZOMO. Nyski milicyjne wjechały na chodniki raniąc kilka osób, w tym jedną ciężko. Walki z MO trwały do późnych godzin wieczornych.
- 3 maja, Katowice – przed dworcem PKP odbył się z udziałem ok. 1500 osób wiec antywyborczy zorganizowany przez SW, PPS-RD i Młodzieżowe Grupy Oporu.
- 3 maja, Przemyśl – w wiecu uczestniczyła grupa członków PPS-RD z transparentem o treści „Komunizm obalasz – Polskę ocalasz. – PPS-RD”.
- 3 maja Wrocław – po wiecu zorganizowanym przez RKW NSZZ „S”, na którym obecnych było ok. 600 osób, zebrani przeszli na miejsce, w którym milicyjny samochód przejechał demonstranta. Przemawiał m.in. Robert Kaźmierczak (PPS-RD).
- 11 maja, Warszawa – przed FSO rozdawano „Robotnika PPS-RD”. W następnych dniach prasę PPS-RD rozdawano w Płocku, Przemyślu i Białymstoku.
- 13 maja, Warszawa – na Politechnice Warszawskiej odbyła się II Ogólnokrajowa Konferencja Niezależnych Środowisk Młodzieżowych pod hasłem „Wolności nie da się wynegocjować”. W imieniu PPS-RD przemawiał Grzegorz Krzyśpiak.
- 14 maja, Warszawa – w szóstą rocznicę tragicznej śmierci Grzegorza Przemyka w kościele św. Stanisława Kostki odprawiona została msza święta w intencji jego i jego matki, Barbary Sadowskiej. Po mszy przemaszerowano na Cmentarz Powązkowski. Pochód został zdominowany przez PPS-RD i anarchistów, skandujących m.in. „Precz z komuną”, „Wolne wybory”. Po złożeniu wieńca i wiązanek kwiatów pamięć Grzegorza uczczono minutą ciszy, po czym wszyscy rozeszli się.
- 17 maja, Przemyśl – zwolniono z pracy Roberta Majkę, członka PPS-RD i członka NSZZ „Solidarność”.
- 21 maja, Kraków – członkowie PPS-RD uczestniczyli w II spotkaniu Kongresu Opozycji Antyustrojowej. W uchwalonych dokumentach wezwano do bojkotu wyborów, udzielono poparcia robotnikom i studentom protestującym w Pekinie. Skrytykowano politykę gospodarczą prowadzi do wyprzedaży majątku narodowego.
- 23 maja, Warszawa – Sąd Wojewódzki w Warszawie odmówił rejestracji Niezależnego Zrzeszenia Studentów. Po rozprawie 150-osobowa grupa działaczy NZS przemaszerowała ul. Świerczewskiego skandując „Urządzimy drugie Chiny” oraz „NZS”. Po brutalnej akcji MO zatrzymano 16 osoób m.in. Tomasza Pieczyńskiego (PPS-RD), Artura Smółko (PPS-RD Białystok). O godz. 17.25 Komisja Uczelniana NZS Uniwersytetu Warszawskiego proklamowała strajk okupacyjny. Dało to początek fali strajków studenckich.
- 23 maja, Warszawa – Członkowie PPS-RD, WiP rozwinęli pod ambasadą chińską transparenty solidaryzujące się ze studentami chińskimi na placu Tian’anmen. Po kilkunastu sekundach zostali oni zaatakowani przez ZOMO. Zatrzymano kilkanaście osób m.in. Piotra Ikonowicza, Jana Tomasiewicza, Cezarego Miżejewskiego, Tomasza Pieczyńskiego, Aleksandra Zajączkowskiego „Owcę” (Międzynarodówka Anarchistyczna), Kingę Hałacińską (NZS), Mirosława Muczyńskiego oraz fotoreportera „Gazety Wyborczej” Krzysztofa Millera. Niektórzy z zatrzymanych zostali pobici.
- 26 maja, Warszawa – odbył się wiec MRKS i PPS-RD pod Hutą Warszawa w sprawie bojkotu wyborów. Przemawiali Krzysztof Wolf i Edward Mizikowski. Działacze PPS-RD trzymali transparent „Dziś uczelnie – jutro zakłady”. Tego samego dnia dwadzieścia osób wspierających strajk na UW urządziło sittting na Krakowskim Przedmieściu tamując ruch na ok. 40 minut. Skandowano „Rejestracja NSZ-u”, „Bez przemocy zwyciężymy”. W akacji wzięli udział członkowie KPN, PPS-RD i Międzymiastówki Anarchistycznej. NZS odciął się zdecydowanie od tej akcji.
- 29 maja Warszawa – w Pasażu Śródmiejskim odbył się wiec PPS-RD, MRKS, PPN, Solidarności 80” pod hasłem „Bojkot wyborów”. Przemawiali Piotr Ikonowicz (PPS-RD) i Edward Mizikowski (MRKS). Skandowano „Wolne wybory a nie pozory”, „Jaruzelski musi odejść”, „Precz z komuną”,  „Żądamy rejestracji NZS”.
- 30 maja, Warszawa. Członkowie PPS-RD, WiP, RSA ponownie zorganizowali wiec pod Ambasadą Chińską. Tym razem obyło się bez interwencji milicji. Po około 30 minutach protestujący przeszli z transparentami do Uniwersytetu. Skandowano hasła „Dość okupacji Tybetu”, „Demokracja dla Chińczyków”, „Pekin – Warszawa wspólna sprawa”.
- 5 czerwca, Warszawa. Ruch Wolność i Pokój, Międzymiastówka Anarchistyczna i PPS-RD rozpoczynają protest głodowy pod Ambasadą Chińską na wieść o masakrze studentów na placu Tian’anmen. W głodówce wzięli udział: Pior Ikonowicz (PPS-RD), Anna Niedźwiedzka (WiP, Partia Radykalna), Robert Buszta (TKK PPS), Adam Ryć (Międzymiastówka Anarchistyczna), Arkadiusz Zajączkowski (Międzymiastówka Anarchistyczna), Jarek Guła (WiP, Partia Radykalna), Marek Michalski, Cezary Miżejewski (PPS-RD, MRKS), Tomasz Pieczyński (PPS-RD), Stanisław Gocan, Artur Hrapkowicz (PPS-RD), Stanisław Biega (Międzymiastówka Anarchistyczna), Piotr Chodowicz, Piotr Pasak, Krzysztof Galiński (WiP).
- 24 czerwca – Kraków, Wrocław, Katowice, Gdańsk, Poznań, Opole – odbyły się demonstracje przeciwko prezydenturze Wojciecha Jaruzelskiego. Demonstracje organizowali członkowie KPN, NZS, Federacji. Młodzieży Walczącej, PPS-RD, Solidarność Walczącej”.
- 4 lipca, Warszawa – odbyła się kolejna pikieta pod ambasadą Chińska. Po pięciu minutach nastąpiła interwencja MO. Na kilka godzin zatrzymano pięć osób, w tym Cezarego Miżejewskiego, Piotra Ikonowicza i Arkadiusza Zajączkowskiego.
- 5 lipca, Białystok – PPS-RD zorganizowała wiec pod zakładami „Fasty”. Przemawiał Artur Smółko.
- 30 lipca, Przemyśl – po zakończeniu obozu szkoleniowego PPS-RD w Ustrzykach (w którym uczestniczył m.in. opozycjonista z NRD Wolfgang Templin), kilkudziesięciu działaczy PPS-RD zorganizowało pikietę pod zakładami płyt pilśniowych pikietę w obronie Roberta Majki zwolnionego z pracy działacza PPS-RD.
- 23 sierpnia, Warszawa w 50-rocznicę paktu Ribbentrop – Mołotow odbyła się w Warszawie demonstracja żądająca usunięcia skutków tego paktu zorganizowana przez PPS-RD, TKK PPS LDPN, PPN, Solidarność Walczącą i MRKS. W demonstracji wziął udział również przedstawiciel Socjaldemokratycznej Partii Łotwy. Demonstranci przeszli z Placu Konstytucji pod ambasadę ZSRR i zakończono wiecem na pl. Zamkowym. Milicja nie interweniowała.
- 15 września, Warszawa – kampania działaczy PPS-RD, Ruchu „Wolność i Pokój” na rzecz umożliwienia odbycia zastępczej służby wojskowej Michała Korybuta (pracownika Stoczni im. Komuny Paryskiej w Gdyni), który zbiegł z jednostki wojskowej 22 czerwca br. Działacze PPS-RD wspierali i ukrywali Michała Korybuta.
- 23 września Warszawa – O 12.00 pod ambasadą CSRS w Warszawie Federacja Zielonych zorganizowała demonstrację przeciwko budowie koksowni w Stonawie i represjom wobec uczestnikom protestów w Pradze. Wzięli w niej również udział WiPowcy z Krakowa (przybyli z antymilitarnej pikiety pod sejmem), „Wolę być” i PPS-RD. Następnie WiP, PPS-RD i opolska grupa FZ przeniosła się pod Urząd Rady Ministrów aby zaapelować do nowego rządu o bardziej zdecydowane działania przeciwko lokalizacji koksowni i obronie czechosłowackich ekologów.
- 6 października, Białystok – przed siedzibą Wojskowej Komendy Uzupełnień odbyła się dwudziestoosobowa pikieta PPS-RD, Federacji Wolnych Studentów, RSA i KPN. „Wojsko dla społeczeństwa nie społeczeństwo dla wojska” postulowano skrócenie służby wojskowej i zniesienia przysposobienia obronnego na uczelniach, amnestii dla dezerterów.
- 10 października, Wrocław. W ramach Niezależnego Zrzeszenia Studentów powstało Uniwersyteckie Koło Studenckie PPS-RD. Przedstawicielem koła został Witold Malinowski, zaś skarbnikiem Dorota Greszta.
- 6 listopada, Warszawa – bojówka nazi-skinów związanych w Narodowym Odrodzeniem Polski napadła na lokal PPS-RD przy ul. Wspólnej. W lokalu mieszkali Ewa i Cezary Miżejewscy. Na szczęście w mieszkaniu znajdowali się Jan Tomasiewicz i Andrzej Dominiczak z PPS oraz grupa ekologów z Gdańska i Krakowa przygotowujących pikietę w sprawie Żarnowca. Napastnicy wdarli się do mieszkania demolując wszystko na swojej drodze. Poturbowali dziewczynę otwierająca drzwi. Gdy zorientowali się, że nie mają przewagi liczebnej uciekli. Jeden z napastników został zatrzymany, którego oddano w ręce milicji. Narodowe Odrodzenie Polski formalnie odżegnało się od uczestnictwa w tym wydarzeniu.
- 13 grudnia, Białystok – PPS-RD współorganizowała manifestację w rocznicę stanu wojennego. W manifestacji wzięło udział blisko 1,5 tys. osób.

### 1990
- 28 stycznia, Białystok – rozpoczął się organizowany przez PPS-RD strajk czynszowy przeciw nieuzasadnionej podwyżce czynszów w mieście. W ciągu kilku dni akcja objęła całe miasto. Naciskani przez protestujących spółdzielców prezesi wycofali się z części podwyżek.
- 26 lutego, Warszawa – PPS-RD zorganizowała przez Ratuszem pikietę w obronie miejsc pracy zakładu „Prefabet” w Kozienicach. Zablokowano wjazd do ratusza. Dzięki strajkowi pracowników wspartemu przez PPS-RD zakład nie został zlikwidowany,
- 31 marca, Warszawa – członkowie PPS-RD wzięli udział w solidarnościowej pikiecie Ruchu Społeczeństwa Alternatywnego na rzecz nie wprowadzania podatku POLL TAX w Anglii.
- 11 kwietnia, Warszawa – z inicjatywy Ruchu WiP i PPS-RD odbył się Wielkanocny Marsz Pokoju, pod hasłami demilitaryzacji iż zjednoczenia Europy; Poszanowania praw mniejszości narodowych i społecznych, ochrony przyrody, Przeciwko energetyce jądrowej. Uczestniczy przeszli spod ambasady Radzieckiej pod URM, ambasadę amerykańską, Sejm RP i na pl. Zamkowy. Pod tymi instytucjami uczestnicy domagali się zniesienia powszechnego obowiązku służby wojskowej, likwidacji zajęć wojskowych (w tym PO) w szkołach i uczelniach, amnestii dla Świadków Jehowy i dezerterów, rezygnacji z budowy Żarnowca i Klempicza, przeznaczenia spłat polskiego długu zagranicznego na ekologię.
- 22 kwietnia, Warszawa – TKK PPS i RN PPS-RD wystąpiły z „Listem otwartym do II Krajowego Zjazdu Delegatów NSZZ „Solidarność” apelując o poważną dyskusję nad programem gospodarczym dla Polski.
- 23 kwietnia, Warszawa – przed budynkiem Ministerstwa Sprawiedliwości odbyła się kilkunastoosobowa pikieta pracowników POM w Kozienicach i PPS-RD, skierowana przeciwko działaniom zachodnioeuropejskich inwestorów. Uczestnicy pikiety zostali przyjęci przez Dyrektora Departamentu Skargi Wniosków.
- 27 kwietnia, Warszawa – pod Sejmem odbył się wiec działaczy NSZZ „Solidarność” WPBM „S”, KBM „Wschód’ i KBM „Północ”, PPS –RD i redakcji Warszawianki. Budowlani protestowali przeciwko polityce min. Paszyńskiego w prowadzącej do ruiny państwowych przedsiębiorstw budownictwa mieszkaniowego.  Złożono petycję do Marszałka Sejmu.
- 24 czerwca, Warszawa – rozpoczęcie działania komisji porozumiewawczej PPS Jana Józefa Lipskiego, PPS-RD, TKK PPS i Centralnego Komitetu Zagranicznego PPS celem rozpoczęcia prac nad przygotowaniami do wspólnego Kongresu PPS. Komisji przewodniczył Jan Józef Lipski, zaś honorowy patronat objęła Lidia Ciołkoszowa.
- 18 lipca, Białystok – podzielone struktury PPS i PPS-RD połączyły się w strukturę Białostockiego Porozumienia PPS.
- 1 września, Warszawa – Komisja Kongresowa postanowiła, że w dniach 27 – 28 października odbędzie się wspólny Kongres PPS, w którym wezmą udział przedstawiciele: PPS (kierowanej przez Jana Józefa Lipskiego), PPS-RD, TKK PPS i Centralnego Komitetu Zagranicznego PPS w Londynie.
- 27-29 października, Warszawa.  XXV Kongres Polskiej Partii Socjalistycznej, zakończenie działalności PPS-RD.